# Bilhac
Bilhac é uma comuna francesa na região administrativa da Nova Aquitânia, no departamento de Corrèze. Estende-se por uma área de 6,99 km². Em 2010 a comuna tinha 252 habitantes (densidade: 36,1 hab./km²).